# Phyllocrania paradoxa
Phyllocrania paradoxa (лат.) — вид богомолов из семейства Hymenopodidae, распространённый в Африке к югу от Сахары и на Мадагаскаре. Заселяют, как правило, аридные (сухие) районы, встречаясь на кустарниках и деревьях.
Формой и окраской богомол имитирует засохший лист. Если богомолу угрожает опасность, то он может притвориться мёртвым. Взрослые особи достигают длины от 4,5 до 5 см. Выражен половой диморфизм. Самцы стройнее самок, их антенны состоят из восьми сегментов (шесть у самок). Окраска может варьировать от зелёной, серо-зелёной и коричневой до тёмно-коричневой, граничащей с чёрной. Окраска зависит от влажности и температуры окружающей среды. При низкой влажности и высокой температуре богомол тёмно-коричневый, при высокой влажности и низкой температуре он становится зелёным. Продолжительность жизни самок 11 месяцев, самцов — 8 месяцев.
Через неделю после спаривания самка откладывает первую оотеку (всего их может быть до 10). Сперва цвет оотеки зелёный. Со временем она темнеет, и становится тёмно-коричневой. Старые оотеки могут быть чёрными.
Через 4—6 недель из неё выходят от 10 до 50 чёрных личинок. Половой зрелости самцы достигают через 6 линек, а самки — через 7.